# Carebara castanea
Carebara castanea é uma espécie de inseto do gênero Carebara, pertencente à família Formicidae.